# Okres Koszalin
Okres Koszalin (polsky Powiat koszaliński) je okres v polském Západopomořanském vojvodství. Rozlohu má 1653,40 km² a v roce 2023 zde žilo 64 424 obyvatel. Sídlem správy okresu je město Koszalin, které však není jeho součástí, ale tvoří samostatný městský okres.

## Gminy
Městsko-vesnické:
- Bobolice
- Mielno
- Polanów
- Sianów

Vesnické:
- Będzino
- Biesiekierz
- Manowo
- Świeszyno

## Města
- Bobolice
- Mielno
- Polanów
- Sianów

## Sousední okresy
| Růžice kompasu |           | Sławno         | Słupsk            | Růžice kompasu |
| Růžice kompasu | Kołobrzeg | Sever          | Bytów             | Růžice kompasu |
| Růžice kompasu | Kołobrzeg | Okres Koszalin | Bytów             | Růžice kompasu |
| Růžice kompasu | Kołobrzeg | Jih            | Bytów             | Růžice kompasu |
| Růžice kompasu | Białogard | Szczecinek     | Bytów, Szczecinek | Růžice kompasu |